# Transaction Application Language
Transaction Application Language o TAL (originalmente "Tandem Application Language") es un lenguaje de procedimiento estructurado en bloques optimizado para su uso en hardware Tandem. TAL se asemeja a un cruce entre C y Pascal. Era el lenguaje de programación del sistema (SPL) original para las máquinas Tandem CISC, que no tenían ensamblador.
El concepto de diseño de TAL, una evolución del SPL de Hewlett Packard, estaba íntimamente asociado y optimizado con un conjunto de instrucciones CISC microprogramadas. Cada declaración TAL podría compilarse fácilmente en una secuencia de instrucciones que manipularan datos en una pila de registros flotantes transitorios. La propia pila de registros flotaba en la cima de la asignación de memoria del programa y la pila de llamadas.
El lenguaje tiene el aspecto de ALGOL o Pascal, con declaraciones de BEGIN y END. A pesar de esto, su semántica es más similar a la de C. No permite niveles indefinidos de anidado de procedimientos, no pasa el argumentos de estructura compleja por valor, y no tipifica estrictamente la mayoría de las variables de referencia. Las técnicas de programación se asimilan a C, utilizando punteros a estructuras, ocasionales overlays, manejo deliberado de strings y conversiones de formato cuando apropiadas.
Los tipos de dato disponibles incluyen enteros de 8, 16, 32 y (introducido más tarde) 64 bit.
Originalmente, el sistema operativo Tandem NonStop estaba escrito en TAL. Recientemente, gran parte de él se ha reescrito en C y TAL ha quedado en desuso para nuevos desarrollos.
En la migración de CISC a RISC, TAL se actualizó, siendo reemplazado por pTAL; los compiladores permitieron que TAL se acelerara, siendo recopilado en aplicaciones RISC nativas.
En la migración actual de RISC a Intel Itanium 2, TAL y pTAL han sido reemplazados por epTAL, nuevamente, los compiladores permiten que el código TAL y pTAL sea acelerado / recopilado en aplicaciones nativas de Itanium.